# الناصر زين الدين فرج
الناصر فرج بن برقوق (1399 - 1405) ، وهو الملك الناصر زين الدين أبو «السعادات» ، سلطان مملوكي، تولى عرش مصر بعد وفاة والده وعمره 13 عاما وتكررت معه مأساة أبيه حيث تنحى عن العرش ثم عاد إليه وسادت الفتن والاضطرابات في عهده وحدث قحط عام في البلاد مصحوبا بالوباء مما أدى إلى وفاة ثلث السكان وفي النهاية ثار ضده أمراء سوريا بزعامة الأمير شيخ الذي هزم السلطان في بعلبك واستولى على القاهرة وانتهى امر السلطان فرج بالقتل وتولى مكانه الخليفة المستعين باللّه أبو الفضل العباسي كحل مؤقت اتفق عليه أمراء المماليك وذلك في 815 هجرية.

## تاريخ
الناصر فرج بن برقوق هو السلطان السادس والعشرين، والجركسي الثالث، بين سلاطين المماليك. وكانت أمه من الأتراك وتدعى «خوند» شيرين.
وقد ولد قبـيل عزل والده وسجنه في الكرك ؛ ولهذا اعتبر مصدر نحس وسمي بلفاك.
ولكن السلطان أعيد للحكم فيما بعد، فسماه فرج. وعين سلطانا يوم وفاة والده في عام 801 هـ (1399م).
كان للسلطان مجموعة من الأثار الهامة

## صفاته
يجمع المؤرخون على وصف السلطان فرج بن برقوق بأنه كان حاكما متحجر القلب قاسي. وكان ينزع إلى الاستيلاء على ممتلكات رعاياه من الأراضي، كما كان مولعا بالشراب وغيره من الموبقات، وقد حكم السلطان فرج لمدة ستة أعوام وخمسة أشهر ويوم واحد لفترة أولى حتى سنة 808 هجرية/ 1405 م. وعندما علم بأن مماليكه يتآمرون على خلعه، غادر القلعة واختفى في شوارع المدينة؛ فاستبدل أمراؤه به أخاه المنصور عبد العزيز بن برقوق-الذي سبق وأن عينه والده وليا للعهد- الذي حكم لمدة ستة أشهر. ثم حكم فرج بن برقوق لفترة ثانية من 808 هجرية حتى 815 هجرية.